# 日常生活的精神病學
《日常生活的精神病理學》（The Psychopathology of Everyday Life）是西格蒙德·弗洛伊德的一本著作，第一版出版于1901年。書中主要說明正常人的日常行为中也有因潜意识的超我與本我的不和而使人在自己意識不到的情況下做出弗洛伊德式錯誤，把早期精神分析方法推广到正常人的生活分析中。 書中有很多生活的實例，而內容有各種詞語的遗忘、童年回忆遗忘、决心的遗忘、语误、读误、笔误、误引行为、症状性行为等。同時書中也收錄了西格蒙德·弗洛伊德對迷信和决定论的一些观点。